# Шпренгер, Якоб (инквизитор)

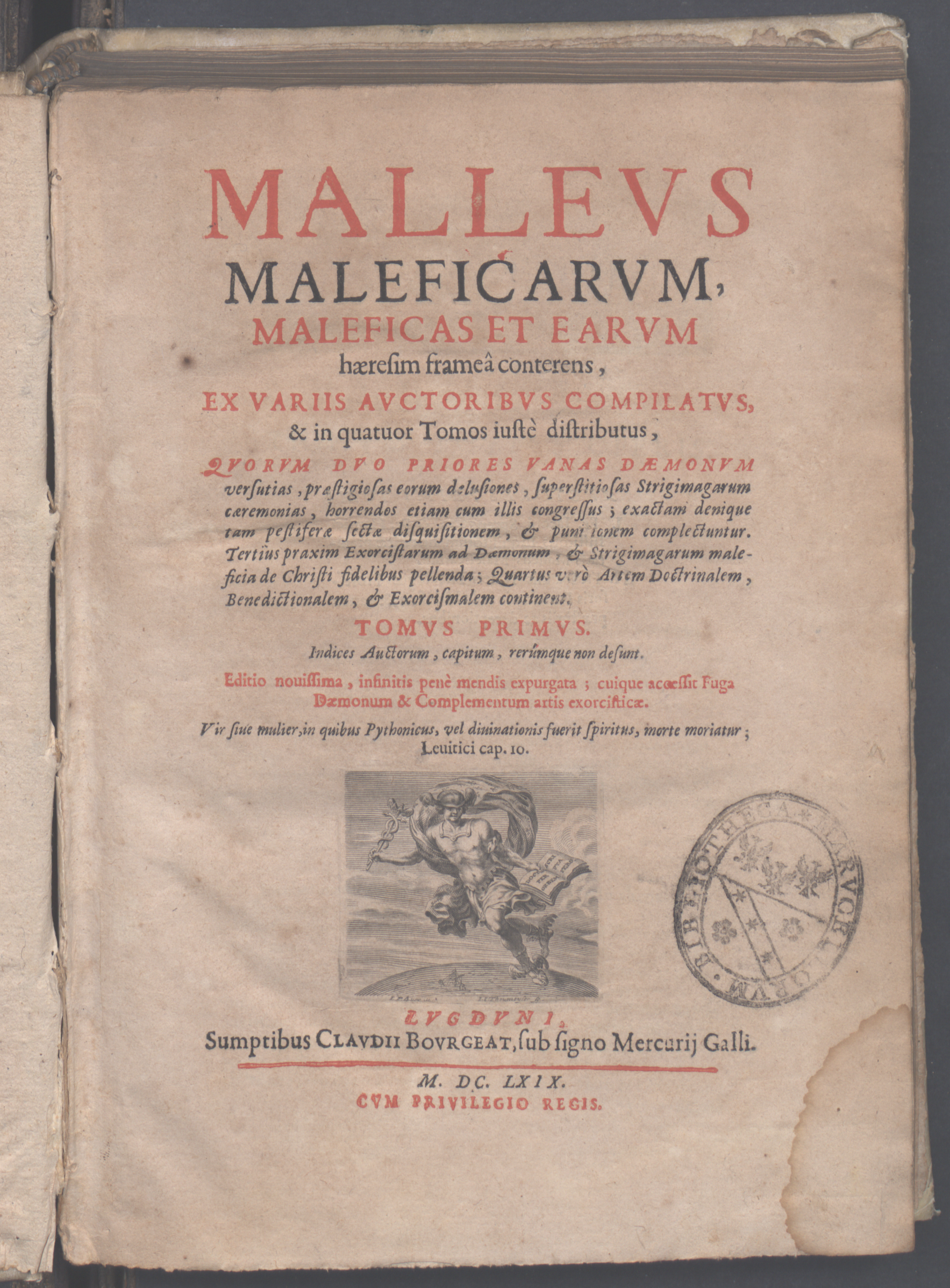
Malleus maleficarum, 1669

Я́коб Шпре́нгер (нем. Jacob Sprenger; ок. 1436, Райнфельден, Передняя Австрия — 6 декабря 1495, Страсбург, Вюртемберг) — профессор теологии, инквизитор, известный демонолог, немецкий доминиканец, декан Кёльнского университета, считается соавтором книги «Молот ведьм», написанной совместно с приором Генрихом Инститорисом. Однако работа Шпренгера, по-видимому, ограничилась лишь введением, названным «Апологией».

## Сочинения
- Молот ведьм (XV в.) / перевод: с латинского Н. Цветкова